# Gymnastik vid olympiska sommarspelen 1900
Vid olympiska sommarspelen 1900 i Paris avgjordes en gren i gymnastik. Tävlingarna hölls mellan den 29 och 30 juli 1900 på Vélodrome de Vincennes. Antalet deltagare var 135 stycken från 8 länder.

## Medaljfördelning
| Medaljfördelning |           |      |        |       |        |
| Placering        | Nation    | Guld | Silver | Brons | Totalt |
| 1                | Frankrike | 1    | 1      | 1     | 3      |

## Medaljörer

### Herrar
| Gren                 | Guld                        | Silver               | Brons                      |
| Mångkamp Detaljer... | Gustave Sandras · Frankrike | Noël Bas · Frankrike | Lucien Démanet · Frankrike |

## Deltagande nationer
Totalt deltog 135 gymnaster från 8 länder vid de olympiska spelen 1900 i Paris.
| - Belgien (2) - Böhmen (1) - Frankrike (108) - Italien (1) - Schweiz (3) - Storbritannien (4) - Tyskland (14) - Ungern (2) |